# Parapercis ramsayi
Parapercis ramsayi és una espècie de peix de la família dels pingüipèdids i de l'ordre dels perciformes.

## Descripció
- Fa 20 cm de llargària màxima.[7][8]

## Hàbitat i distribució geogràfica
És un peix marí, demersal (entre 5 i 80 m de fondària) i de clima subtropical, el qual viu a l'Índic oriental: la plataforma continental del sud d'Austràlia des del sud d'Austràlia Occidental fins a Nova Gal·les del Sud, incloent-hi Victòria i Austràlia Meridional.

## Observacions
És inofensiu per als humans.